# 高士黃截尾長小蠹
高士黃截尾長小蠹（学名：Dinoplatypus kusukusensis）为長小蠹蟲科黃截尾長小蠹屬下的一个种。